# Clostridium tetani
Clostridium tetani е бактерия, обитаваща най-често почвите, оборския тор, но се среща и на други места. Причинител на заболяването тетанус. Произвежда токсин, който засяга нервната система. Спорите на бактерията оцеляват с години. Бактерията не се предава от човек на човек.